# Operació de les Nacions Unides a Costa d'Ivori
La Operació de les Nacions Unides a Costa d'Ivori (també coneguda com a UNOCI per les sigles en anglès) és una missió internacional de manteniment de la pau desplegada des de 2004 que el seu objectiu és "facilitar l'aplicació de l'Acord de Pau signat el gener de 2003 per les parts de Costa d'Ivori" (Acord signat amb la intenció de posar fi a la Guerra Civil que travessava el país). Els dos principals actors implicats en el conflicte ivorià són les forces governamentals, que controlaven el sud del país inclosa la capital Abidjan, i les autodenominades Forces Nouvelles de Côte d'Ivoire (fins llavors coneguts simplement com els rebels) que controlaven el nord. La missió de l'UNOCI intenta exercir un control efectiu a la denominada "zona de confiança" del centre del país.

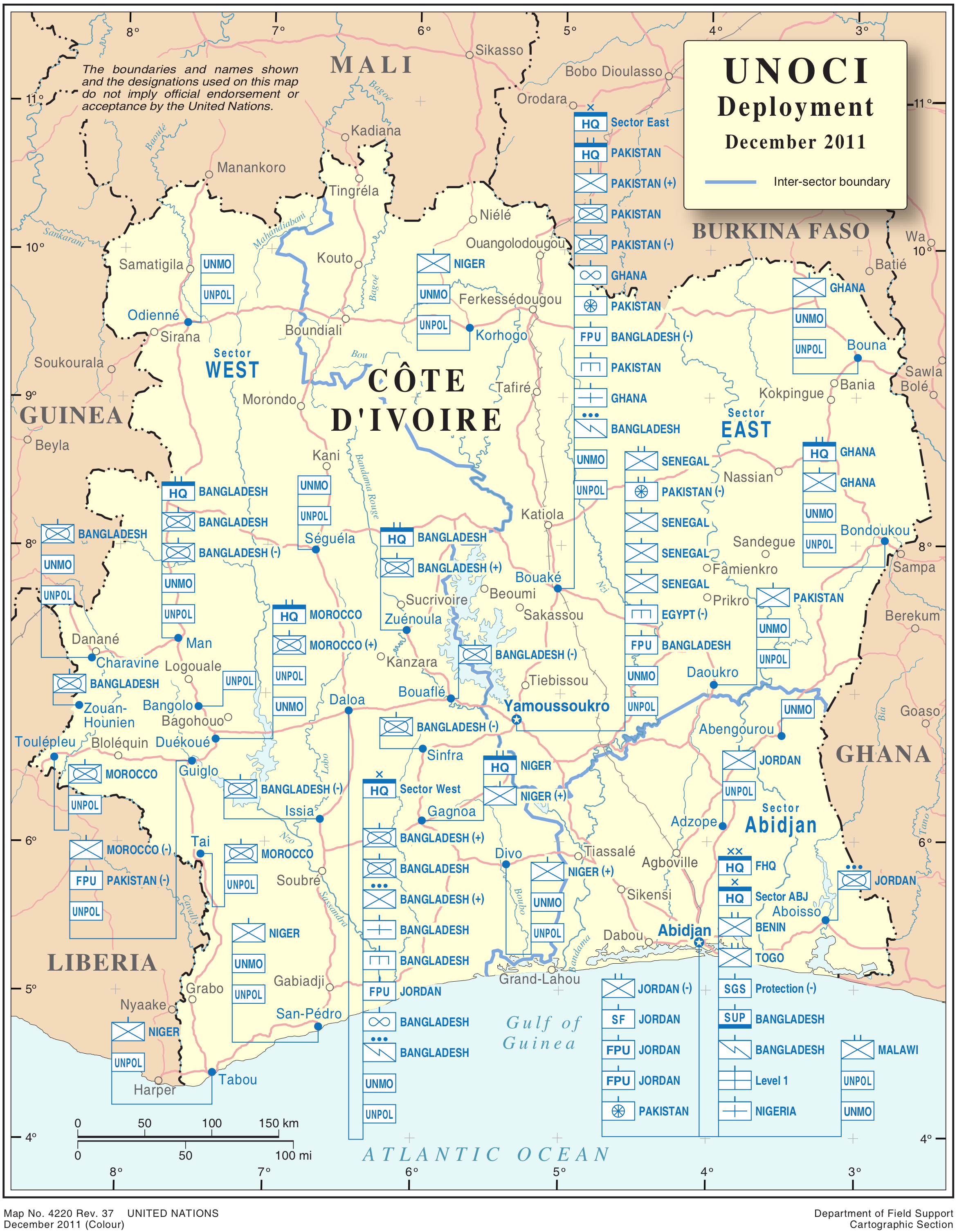
Desplegament de la missió el desembre de 2011.

La cap de Missió i Representant Especial del Secretari General és Aïchatou Mindaoudou Souleymane del Níger. Va succeir Bert Koenders dels Països Baixos en 2013 qui anteriorment havia succeït Choi Young-jin de Corea del Sud en 2011. La missió va acabar oficialment el 30 de juny de 2017.

## Mandat
La missió va ser creada després de l'aprovació de la resolució 1528 del Consell de Seguretat de les Nacions Unides del 27 de febrer de 2004. Aquesta resolució establia inicialment un mandat de 12 mesos a partir del 4 d'abril, data en la qual assumiria part de les responsabilitats de la Missió de les Nacions Unides a Costa d'Ivori (MINUCI), la qual s'anava a donar per finalitzada.

## Representant del Secretari General
- Alan Doss
- Albert Tévoédjrè: febrer 2003 a febrer 2005
- Pierre Schori: febrer 2005 a març 2007
- Choi Young-Jin: octubre 2007 a octubre 2011
- Bert Koenders: octubre 2011 a maig 2013
- Aïchatou Mindaoudou Souleymane: des de le 17 maig 2013

## Forces
El 30 d'abril de 2012, la força comprenia 10.954 personal uniformat, incloent 9.404 efectius, 200 observadors militars, 1.350 policies, 400 funcionaris civils internacionals, 758 funcionaris locals i 290 voluntaris de les Nacions Unides. El comandant de la força va ser el Major-General Hafiz Masroor Ahmed de Pakistan. El comissari de policia va ser el comandant general Jean-Marie Bourry de França.

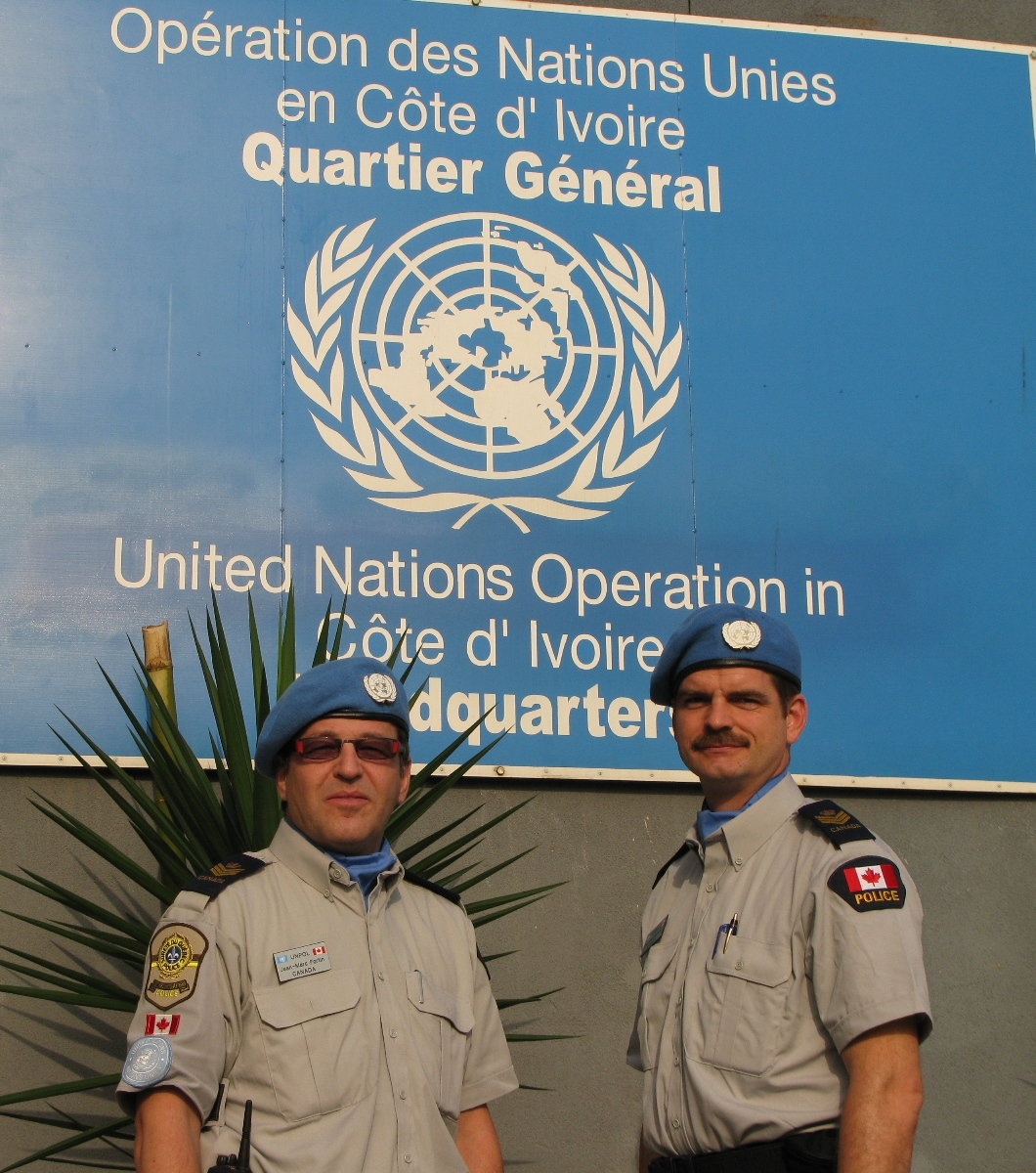
Vista de la seu de la missió.

El 31 de març de 2017, la missió comptava amb 17 personalitats uniformades, incloses 7 tropes i 10 policials i 689 civils.

### Comandants de la borça
- Abdoulaye Fall (Senegal) : Abril 2004 - Abril 2006
- Fernand Marcel Amoussou (Benín) : Abril 2006 - Març 2010
- Abdul Hafiz (Bangladesh) : Abril 2010 - Març 2011
- Gnakoudè Béréna (Togo) : Març 2011 - Maig 2012
- Muhammad Iqbal Asi (Pakistan) : Maig 2012 – 19 Maig 2014
- Hafiz Masroor Ahmed (Pakistan) : 19 Maig 2014 – 30 Juny 2015[4]
- Didier L'Hôte (França): 1 Juliol 2015 – 30 Juny 2017[5]

## Baixes
Fins al 31 de març de 2017, un total de 144 tropes de manteniment de la pau de l'ONU han mort (això pot variar perquè la ONUCI continua sent una missió de manteniment de la pau).
El 8 de juny de 2012, set soldats nigerins, vuit locals i un o dos soldats de Costa d'Ivori van morir en un atac prop del llogaret de Taï a la regió sud-oest del país. Com a resultat de l'atac, milers de pobladors van fugir de la zona. Es va sospitar que les morts es van produir com a resultat de una emboscada de creuament fronterer per una milícia liberiana. El Secretari General de les Nacions Unides Ban Ki-moon va dir que estava "entristit i indignat" per les morts. Ban va instar el govern ivorià a "identificar els responsables i fer-los responsables". El ministre de defens ivorià Paul Koffi Koffi va dir que els soldats "havien d'anar a l'altre costat de la frontera per establir una zona de seguretat." El ministre d'informació liberià Lewis Brown va dir que la presidenta Ellen Johnson Sirleaf havia ordenat el desplegament immediat de forces a la frontera en resposta a l'atac.